# Al-Qahtaniyah (nahija)
Nahija Al-Qahtaniyah je nahija u okrugu Qamishli, u sirijskoj pokrajini Al-Hasakah. Po popisu iz 2004. (prije rata), nahija je imala 65.685 stanovnika. Administrativno sjedište je u naselju Al-Qahtaniyah.